# P905i
FOMA P905i（フォーマ・ピー きゅう まる ご アイ）は、パナソニック モバイルコミュニケーションズによって開発された、NTTドコモの第三世代携帯電話 (FOMA) 端末である。

## 概要
同日に発表されたP905iTVと共にワンセグ搭載端末で、「VIERAケータイ」と初めて名付けられた。その名の通り、ディスプレイには多くのVIERAで培った技術を搭載している。ディスプレイは3.0インチのワイドVGA+液晶を搭載し160度の広い視野角を実現している（ただし一部のアイコンなどはVGA用のデザインではなく、従来のものを拡大表示させている）。P904iから引き続きモバイルPEAKSプロセッサーを搭載しているので、QVGA相当のワンセグ放送をなめらかに拡大したり、高い色再現性なども備える。コントラスト比もP904iの1000:1から2000:1と向上した。パナソニック独自のLSIである「UniPhier（ユニフィエ）」によって省電力化を実現し、ワンセグをecoモード時に約6.7時間の長時間再生を実現した。ワンセグ機能付きの905iシリーズの中では、唯一本体へのワンセグ録画に対応せず、microSDのみに録画できる。
外観は、W44SのようなWオープンスタイルを採用している。ワンセグの視聴や横向きのゲームに適している。ただしW44Sはヒンジの出っ張りがあったが、当機はそれが大幅に小さくなった。ヒンジは接合部が小さいが強化され、耐久性を保っている。2008年1月に同様の機構をもつSoftBank 920Pが発表された。今回もワンプッシュオープンが採用されているが、パナソニックP90xiシリーズで初めてカスタムジャケットとあんしんキーが廃止された。
外部メモリーは規格上限の2GBまで（ドコモ発表）のmicroSD、及びNTTドコモの携帯電話としては初めて4GBまで（ドコモ発表）のmicroSDHCにも対応している。905iシリーズの中ではその他、P905iTV、SH905i、SH905iTVの4機種がmicroSDHCに対応している。
SO905iCSのようにカメラ機能に特化しているわけではないが、CMOS約510万画素のカメラを搭載しており、画質処理エンジンの進化に6軸手振れ補正（デジタル式）も備えるなど、カメラとしての機能にも優れている。そのため、P901i以来、P90xiシリーズのメインカメラの撮像素子に採用されていたνMaicoviconは採用されていない。動画撮影もVGAサイズで30fpsの滑らかな動画を撮影できるようになり、動画撮影時にもオートフォーカスが使えるようになった。テレビ電話用のサブカメラはCMOS約33万画素を搭載している。この機種及びP905iTV以後のPシリーズは2009年のP-02A、ダブルオープン型としてはP-07Aが発売されるまでフォトライトが省かれた。
ミュージック機能はWMAとSDオーディオ (AAC/AAC+SBR) に対応し、連続再生時間はSDオーディオで約76時間、WMAで約54時間とNTT docomo最長クラスの再生が可能である（P905iはPシリーズで付属していたSD-Jukebox等の音楽管理ソフトウェアは付属していない為、別途用意する必要がある）。また引き続きBluetoothに対応し、音楽をワイヤレスで聞くことができる。P905iに入っている音楽をワイヤレスでD-dockやStradaに送信することもできる。
「リ．マスター」機能により、ワンセグや音楽再生時に、圧縮によって欠落した高音域のオーディオデータを補完して再生できる。D-snapなどのポータブルオーディオにすでに搭載されているが、携帯電話では初めての採用である。
iアプリもヨコオープンスタイルの全画面で楽しめるようになり、「リッジレーサーズモバイル」や「ぷよぷよ〜ん&COLUMNS」もプリインストールされている。「リッジレーサーズモバイル」は直感ゲームにも対応している。また、テレビへの出力もできる。
フルブラウザもヨコオープンスタイルに対応しフルワイドVGA液晶により、インターネットホームページをヨコスクロールなしで閲覧することができる。またWindows Media Video形式の動画に対応し、インターネット上の動画を再生することができる。
P904iと比べるとキー配置が一部変更され、iチャネルキーは十字上キーへ移動し、テレビ電話キーは廃止され、兼用だったGPSキーは1キーへ移動した。また、メニュー、クリア、マルチキーの表記がカタカナから英語になった。しかし、マナー、ボイスキーの表記はカタカナである。P903iTVでは、TV起動キーはテレビ電話キーとの兼用だったが、P905iはカメラキーとの兼用になった。

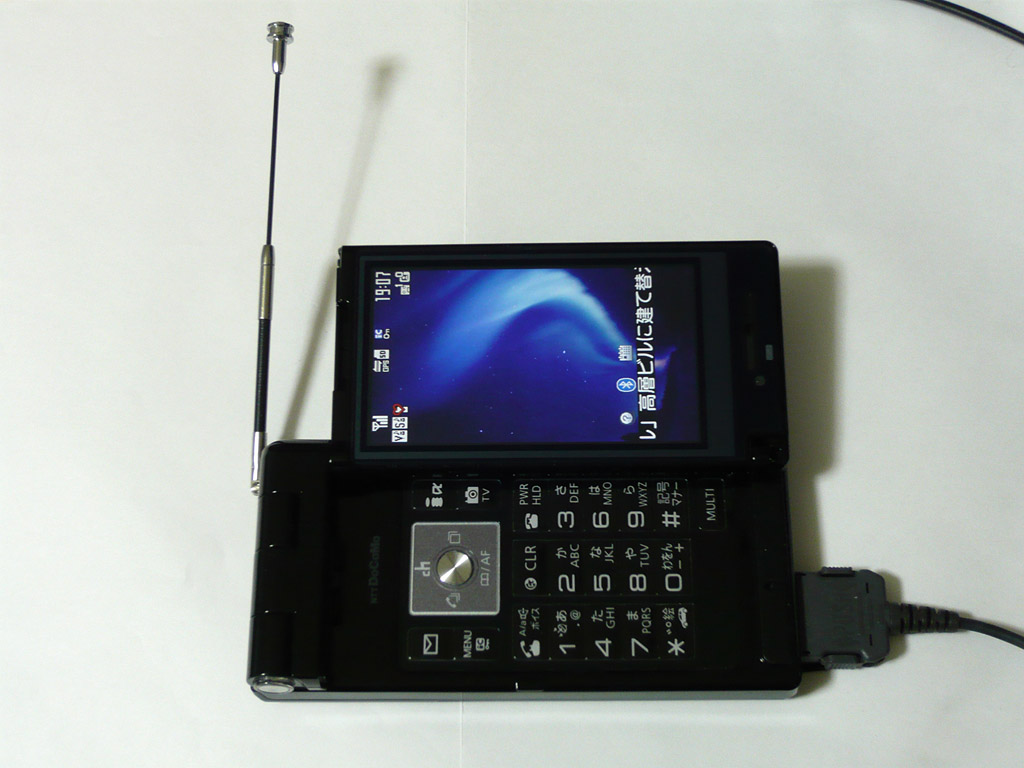
横オープン時
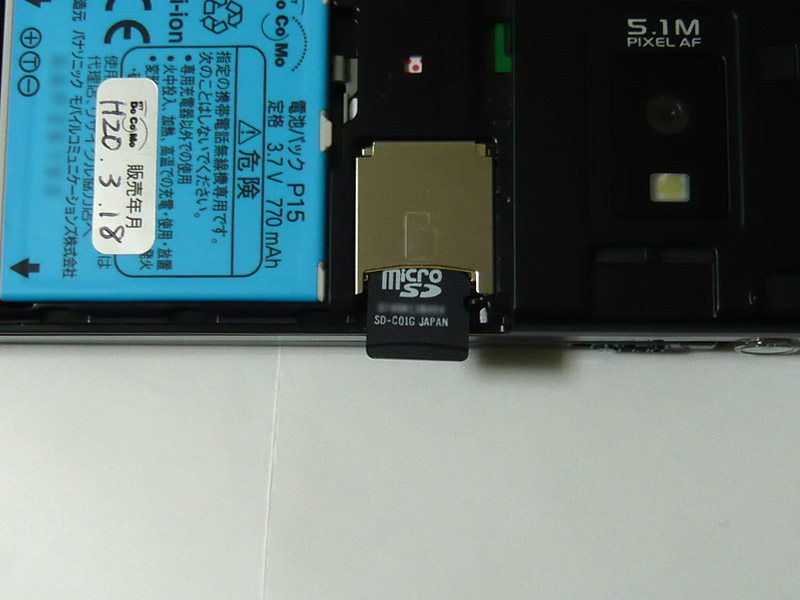
microSDスロットは電池カバーの内側に存在する。

| 主な対応サービス           | 主な対応サービス                    | 主な対応サービス                | 主な対応サービス                                     |
| -------------------------- | ----------------------------------- | ------------------------------- | ---------------------------------------------------- |
| DCMX／おサイフケータイ     | うた・ホーダイ                      | 着うたフル／着うた              | デジタルオーディオプレーヤー(WMA)(AAC)(SDオーディオ) |
| 直感ゲーム／メガiアプリ    | Music&Videoチャネル／ビデオクリップ | GSM／3Gローミング（WORLD WING） | プッシュトーク                                       |
| FOMAハイスピード           | GPS／ケータイお探し                 | デコメール／デコメ絵文字        | iチャネル                                            |
| 着もじ                     | テレビ電話／キャラ電                | 電話帳お預かりサービス          | フルブラウザ                                         |
| おまかせロック／バイオ認証 | 外部メモリーへiモードコンテンツ移行 | トルカ                          | iC通信／iCお引越しサービス                           |
| きせかえツール／マチキャラ | バーコードリーダ／名刺リーダ        | 2in1※                           | エリアメール                                         |

※BモードのメールはWebメールとなる。

### プリインストールiアプリ
- リッジレーサーズモバイル
- ぷよぷよ〜ん&COLUMNS
- 英語辞典（｢英会話のとっさのひとこと辞典｣、｢英和辞典｣、｢和英辞典｣）
- カウントダウントレインGPS
- しゃべって翻訳 for P
- 地図アプリ
- 楽オク出品アプリ2
- iアプリバンキング
- Gガイド番組表リモコン
- iD設定アプリ
- DCMXクレジットアプリ
- FOMA通信環境確認アプリ

### ワンセグ機能
- EPG（録画予約も可）
- 外部メモリ（microSDHC）への録画（内蔵メモリーへの録画機能は省かれている）
- 字幕放送
- マルチウィンドウ
- Bluetoothによるワイヤレス音声出力（レシーバーが著作権保護「SCMS-T方式」に対応している必要がある）
- 映像をより鮮やかに再現する「モバイルPEAKSプロセッサー」
- 連続視聴時間 約4時間30分（ECOモード時：約6時間40分）

## 不具合
2007年12月6日に、以下の2点の不具合の修正と1点の変更がソフトウェアの更新でなされた。
修正点
- 「きせかえツール」のコンテンツをダウンロードすると着うたフルやiモーション、画像などの個別課金コンテンツがダウンロードできなくなる不具合。
- ブックマークのフォルダの名称を編集するとフリーズ状態になったり再起動する不具合。

変更点
- エリアメール受信設定画面の説明文が変更された。

2007年12月25日に、以下の2点の不具合の修正と1点の変更がソフトウェアの更新でなされた。
修正点
- 一部の着うたフルをダウンロードした時に再生エラーが起こる不具合。
- 待ち受け画面の設定が電源の操作で初期化される不具合。

変更点
- 日本国内でGSM方式を選択すると、圏外である旨のメッセージを表示されるように変更された。

2008年2月26日に、以下の3点の不具合の修正がソフトウェアの更新でなされた
- メールの受信BOXにメールセキュリティ設定をした状態で、特定の操作をすると待受画面に戻る不具合。
- メールの本文入力画面で、特定の操作をするとフリーズ状態になる不具合。
- カメラ撮影時の設定で、特定の操作をすると再起動してしまう不具合。

2008年4月22日に、以下の3点の不具合の修正がソフトウェアの更新でなされた。
- iモード問い合わせによるメール受信以外、メールを自動的に受信できなくなる不具合。
- 時計表示が進んでしまい、発着信履歴が未来の日時で記録される不具合。
- 一部のUSBハンズフリー対応機器との接続時に、ハンズフリー機能が正常に動作しない不具合。

2008年9月2日に以下の不具合の修正がソフトウェア更新でなされた。
- メールの一覧表示（本文表示設定有り）をした状態で、ページ切替やカーソル移動など操作を行うと、端末が再起動する場合がある不具合。

2008年12月24日に、以下の2点の不具合の修正がソフトウェア更新でなされた。
- メール宛先一覧画面で特定操作を行うと、端末が再起動する場合がある不具合。
- OFFICEEDのエリア表示設定を｢ON｣にしても、設定が「OFF」に戻る場合がある不具合。

2009年4月14日に、以下の不具合の修正がソフトウェア更新でなされた。
- 海外の一部地域で通話・通信ができない不具合。

不具合ではないが、P905iをmicroSDモードで接続しSD-Jukebox Ver5で音楽データを転送する際、Ver5.2以下ではmicroSDが認識できない。これはソフトウェアの仕様によるもので、Ver5.3にアップグレードすることにより解決する（Ver6以上での利用やSDカードリーダーでの転送は問題なく行える）。
2011年6月28日に、以下の不具合の修正がソフトウェア更新でなされた。
- フォントサイズを変更すると、絵文字の色指定が有効にならない場合がある。

## 歴史
- 2007年8月31日 - 電気通信端末機器審査協会 (JATE) 通過
- 2007年9月7日 - 技術基準適合証明 (TELEC) 通過
- 2007年10月19日 - 連邦通信委員会 (FCC) 通過
- 2007年11月1日 - D905i・D705i・D705iμ・F905i・F705i・N905i・N905iμ・N705i・N705iμ・P905i・P905iTV・P705i・P705iμ・PROSOLID μ・SH905i・SH905iTV・SH705i・SO905i・SO905iCS・SO705i・L705i・L705iX・NM705iの開発が発表。
- 2007年11月28日 - 発売開始